# Belvoirpark
Der Belvoirpark ist eine öffentliche Parkanlage in Zürich mit der Villa Belvoir in deren Zentrum. Die Geschichte von Park und Wohnhaus ist untrennbar mit der einstigen Besitzerfamilie Escher verbunden. Heinrich Escher-Zollikofer, der Grossvater von Lydia Welti-Escher legte den Besitz um 1830 an. Sein Sohn Alfred Escher, Staatsmann, Eisenbahnpionier und Mitbegründer der Schweizerischen Kreditanstalt, verbrachte fast sein ganzes Leben auf dem Landgut und genoss die Privatheit des Refugiums. 
Seit 1901 ist die Stadt Zürich Besitzerin des Belvoirs. Vorangegangen war die wohl ungewöhnlichste Rettungsaktion in der Geschichte der Zürcher Gärten.
Der Belvoirpark gehört zu den Anlagen, die durch alle Zeiten weiterentwickelt und -gebaut wurden. Schon im 19. Jahrhundert musste der Park markante Eingriffe wie den Verlust des Seeanstosses durch den Bau der linksufrigen Zürichseebahn und die Seeuferschüttungen hinnehmen. Zu Beginn des 20. Jahrhunderts wurden im Rahmen der Rettungsaktion für den Park gut 11 000 Quadratmeter Parkland entlang der Seestrasse als Bauland verkauft. 
Die Schweizerische Gartenbau-Ausstellung G59 brachte die Zusammenlegung des Belvoirparks mit dem benachbarten Schneeligut. Den Einbauten der G59 folgte in den 1980er Jahren der Iris- und Tagliliengarten.

## Geschichte
Heinrich Escher-Zollikofer (1776–1853), genannt «Amerika-Escher», kam bereits in jungen Jahren durch Handelsgeschäfte und Landspekulationen in Nordamerika zu grossem Reichtum. 
Er kaufte 1826 das «Wyssbühel», einen mit Reben bewachsenen Hügel direkt am See. Nach seinen eigenen Plänen wurde die Hügelkuppe abgetragen, das Material zu Auffüllungen am sumpfigen Ufer verwendet und das Gelände mit exotischen Bäumen, die teilweise aus Amerika stammten, bepflanzt. 

### Villa Belvoir

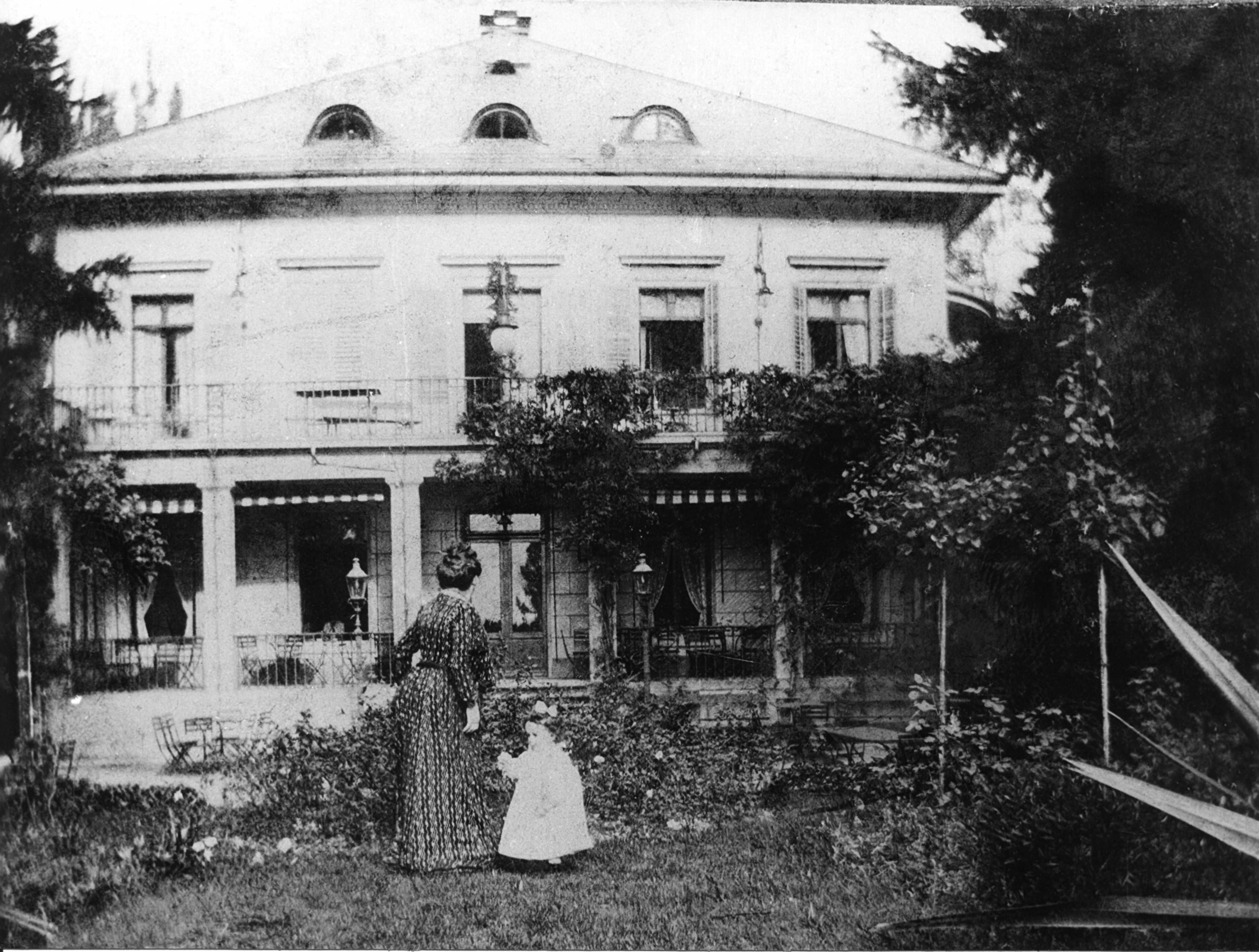
Lydia Escher als Kind vor der Villa Belvoir um 1860

#### Wohnsitz der Familie Escher bis 1891
Zwischen 1828 und 1831 entstand die hochklassizistische Villa im Zentrum der Anlage auf dem höchsten Punkt. Sie ist eingebettet in grosse Baumgruppen, welche die Aussicht rahmen. Heinrich Escher und seine Frau Lydia Zollikofer bezogen die Villa mit den beiden Kindern Clementine und Alfred. Im Jahr 1881 säumte eine doppelreihige Pappelallee den Zugang zur Villa, der am Gewächshaus und den Stallungen vorbeiführte. Neben seinen naturwissenschaftlichen Sammlungen und Studien widmete sich Escher besonders der Gestaltung und Pflege seines Landgutes, das er «Belvoir» nannte. 
Im Jahr 1853 starb Heinrich Escher und vererbte das Belvoir seinem Sohn Alfred. Der Bau der linksufrigen Seeuferbahn ab 1872 bedeutete einen schweren Eingriff für die Anlage, da das Belvoir durch die Bahntrasse den direkten Seeanstoss verlor. Als Alfred Escher im Jahr 1882 starb, vererbte er seiner Tochter Lydia Welti-Escher das Belvoir. 
Vor ihrem Freitod 1891 liess Lydia Welti-Escher ihr gesamtes Vermögen in die Gottfried-Keller-Stiftung fliessen, deren Zweck in der Anschaffung bedeutender Werke der bildenden Kunst des In- und Auslandes bestand, und vermachte die Stiftung der Schweizerischen Eidgenossenschaft. 

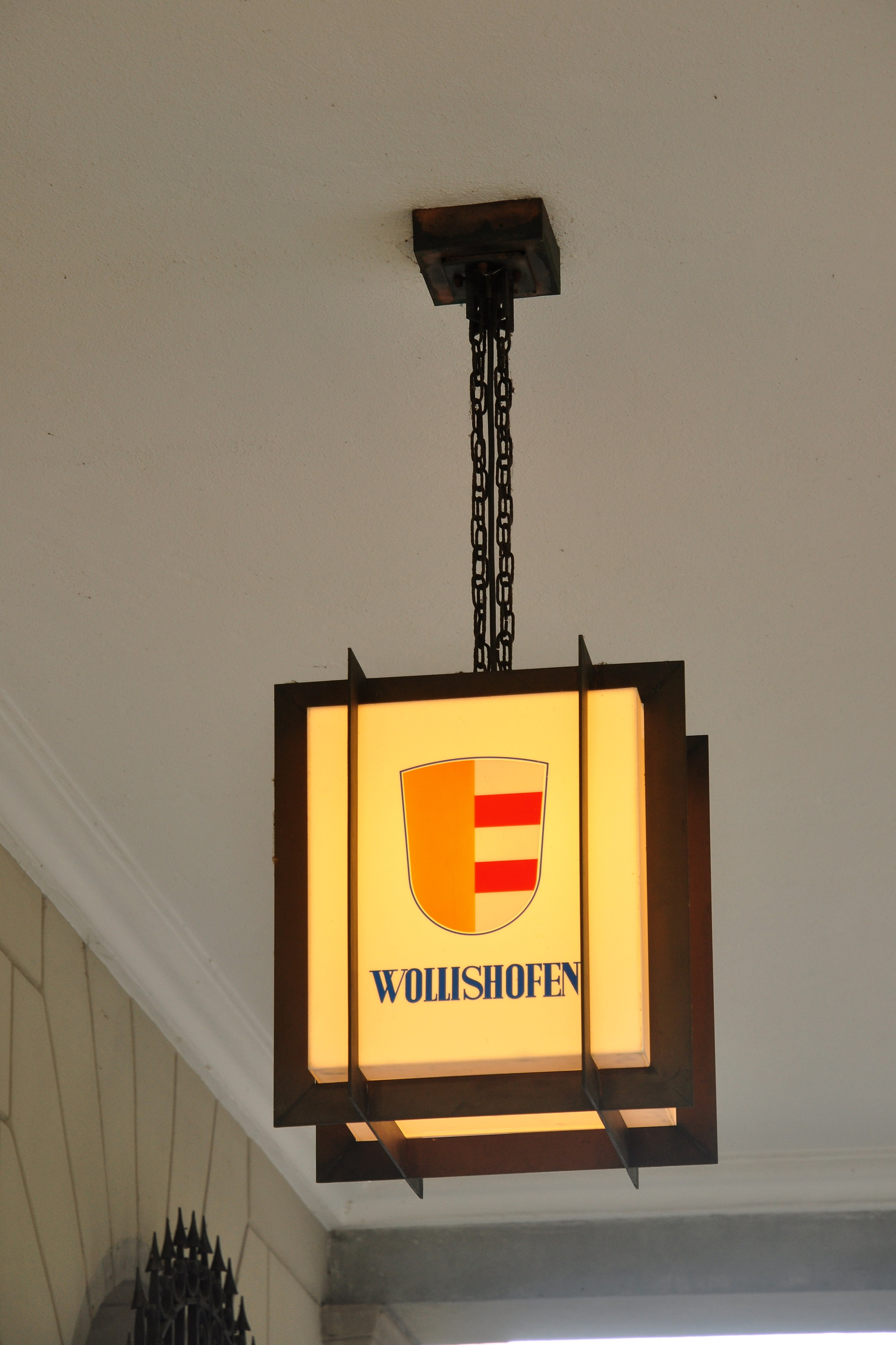
Wappen der Zunft Wollishofen

#### Rettungsaktion der Anlage
Der Bundesrat als Verwalter dieser Stiftung sah vor, den Belvoirpark zu verkaufen, um den an die Schenkung geknüpften Bedingungen gerecht zu werden. Als dies bekannt wurde, bildeten prominente Zürcher ein Initiativkomitee mit dem Ziel, den Park vor der drohenden Überbauung zu retten. Da die Stadt Zürich nicht in der Lage war, das nötige Geld zum Kauf des Belvoirs aufzubringen, erging ein Aufruf an die Bevölkerung, Anteilscheine zur Rettung des Parks zu kaufen. Innerhalb weniger Tage kam die benötigte Summe zusammen. 
Zur weiteren Unterhaltsfinanzierung musste die Belvoir-Park-Gesellschaft entlang der Seestrasse dennoch Bauparzellen ausscheiden, die bis zur Jahrhundertwende überbaut wurden. Als die Stadt Zürich das Belvoir im Jahr 1901 übernahm, dankte der Stadtrat der Belvoir-Park-Gesellschaft, den «entsetzlichen Verlust des Kleinodes» verhindert zu haben.

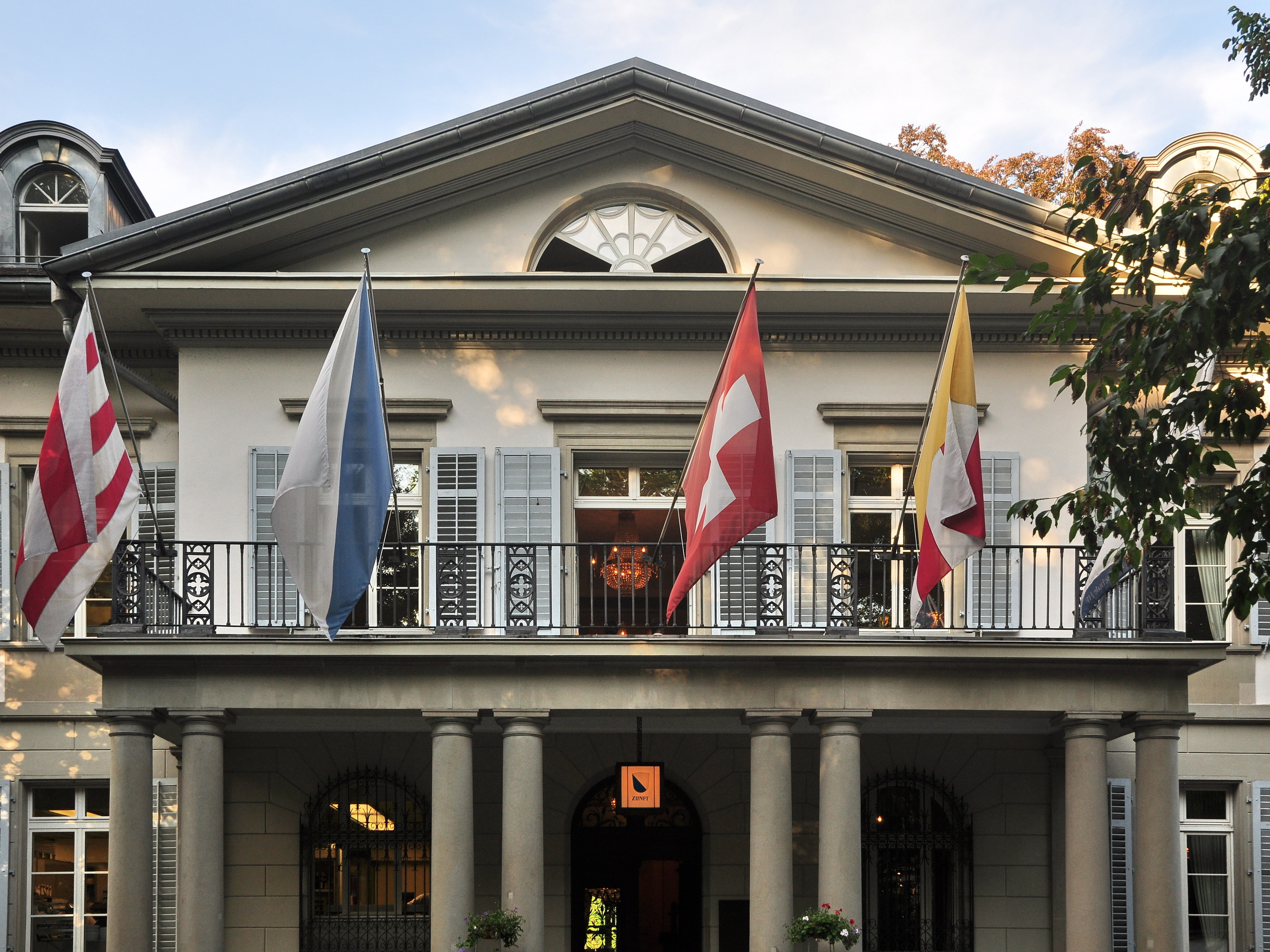
Restaurant Belvoirpark, Hotelfachschule und Zunfthaus Wollishofen, 2011

#### Schweizerische Fachschule für Gastgewerbe und Restaurant Belvoirpark
Der Schweizerische Wirteverband konnte das Belvoir ab 1925 von der Stadt Zürich mieten und gründete im Belvoir die Schweizerische Fachschule für das Gastgewerbe, heute Hotelfachschule Zürich. Studierende aus aller Welt liessen sich zur Hotelière-Gastronomin oder zum Hotelier-Gastronom ausbilden. 2022 zog die Hotelfachschule aus dem Belvoir aus.
Heute beherbergt die Villa das Restaurant Belvoirpark, welches von der Kramer Gastronomie AG betrieben wird.
Im Innern zeugt nur noch wenig (vor allem Deckenstuck) vom einstigen Reichtum der Ausstattung. Infolge Umbauten und Umnutzung hat das Innere «seine Authentizität weitestgehend verloren».

## Anlage
Der Belvoirpark gehört zu Zürichs frühesten Landschaftsgärten und erregte viel Bewunderung, aber auch Neid. Drei Faktoren bestimmen die Faszination des Gartens: Die Lage mit der prachtvollen Aussicht auf Stadt, See und Berge, die abwechslungsreiche und spannungsvolle Terraingestaltung und die überreiche, für damalige Verhältnisse aussergewöhnlich zusammengesetzte Baumkulisse.
In südöstlicher Richtung erstreckt sich das Blumenparterre mit Springbrunnen, Teppichbeeten und Bananenpalmen. An dessen südlichem Ende, am Rand der künstlich abgeflachten Hügelkuppe, öffnet sich der Blick auf See und Berge. Am Hügelfuss hatte der Park Seeanstoss. Baumgruppen setzen markante Akzente auf den ausgedehnten Wiesenflächen. Ein grosser Nutzgarten mit Ökonomiegebäude schliesst den Park in der Südwestecke ab.

Ansichten der Parkanlage
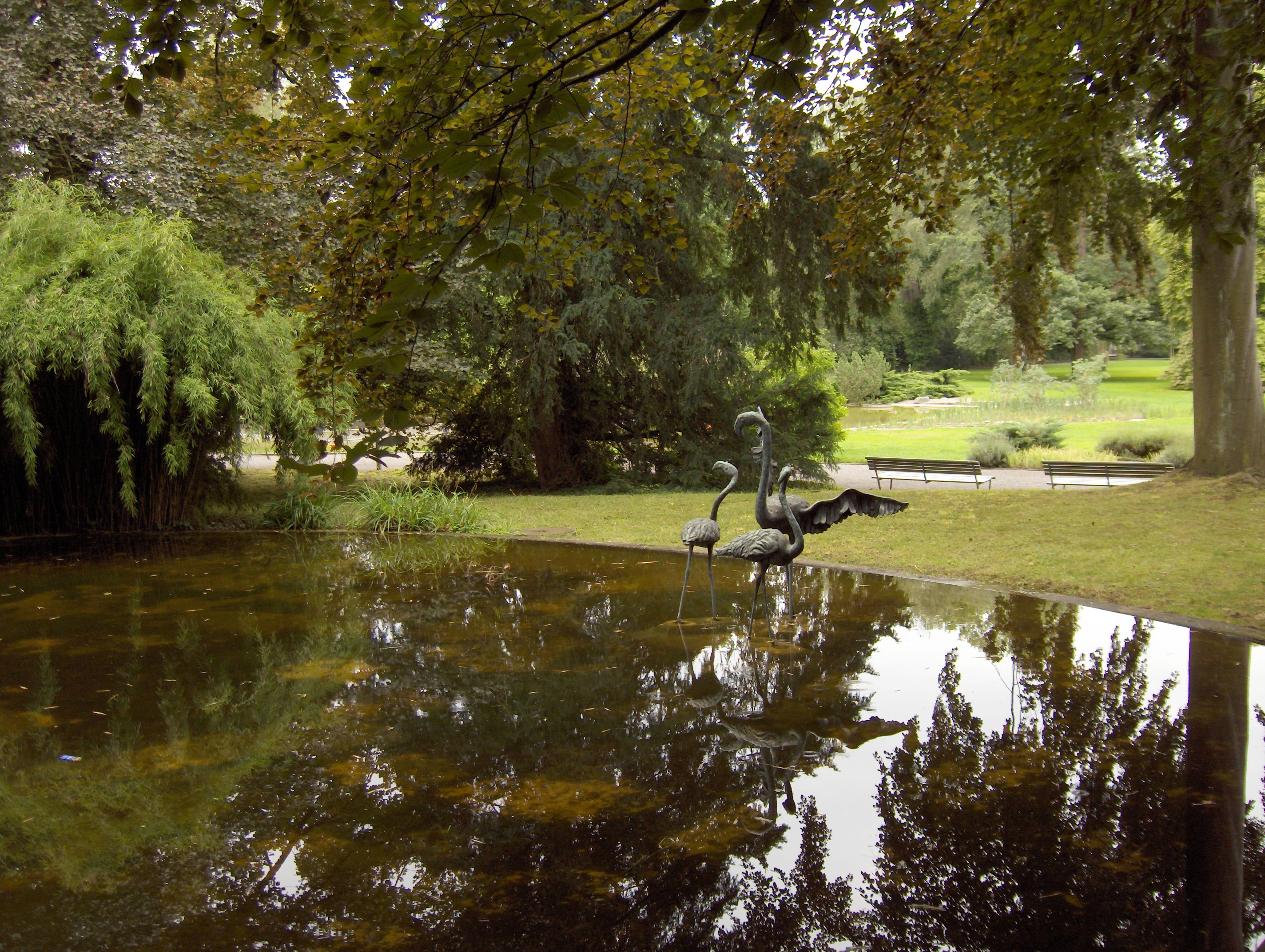
Teich
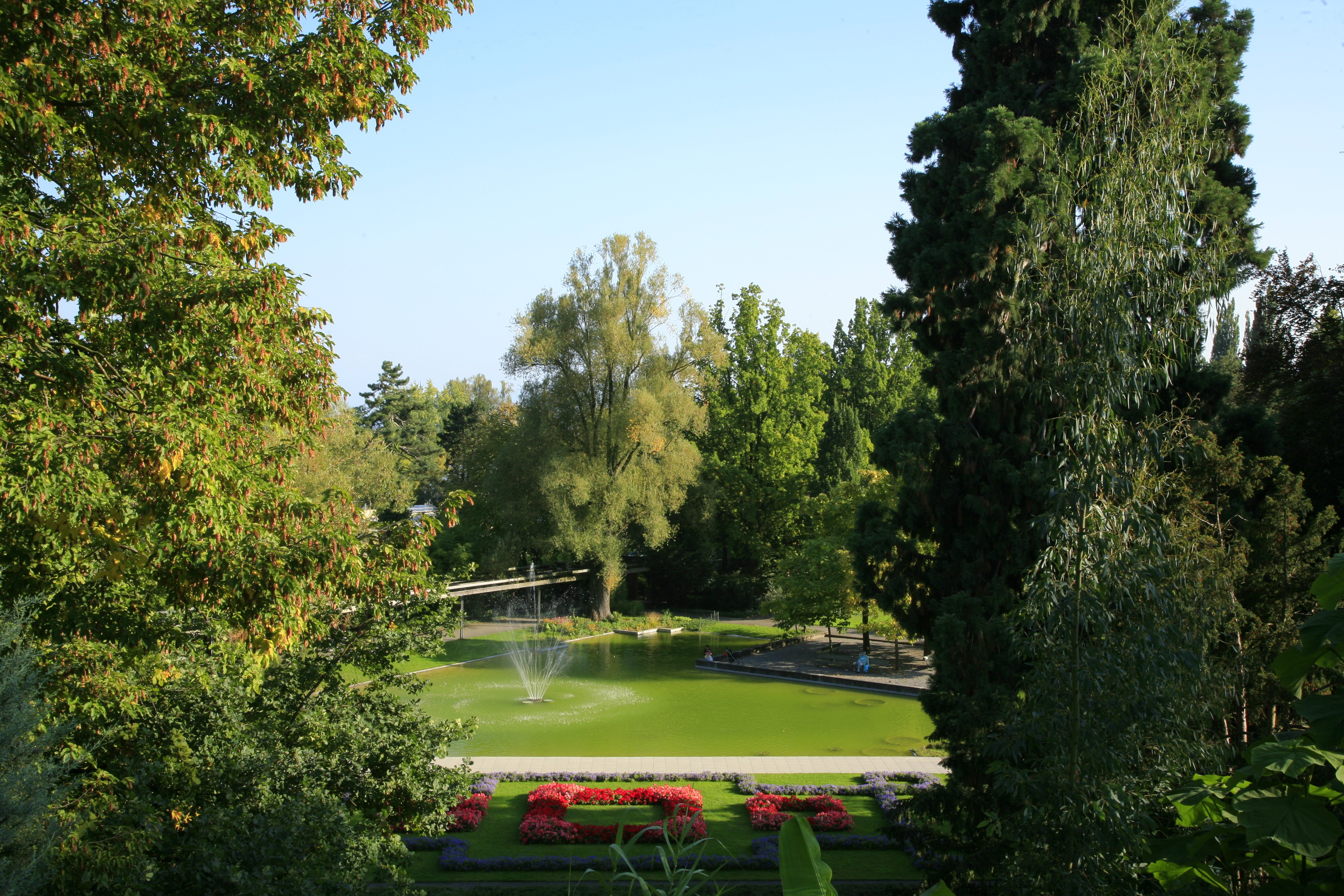
Park
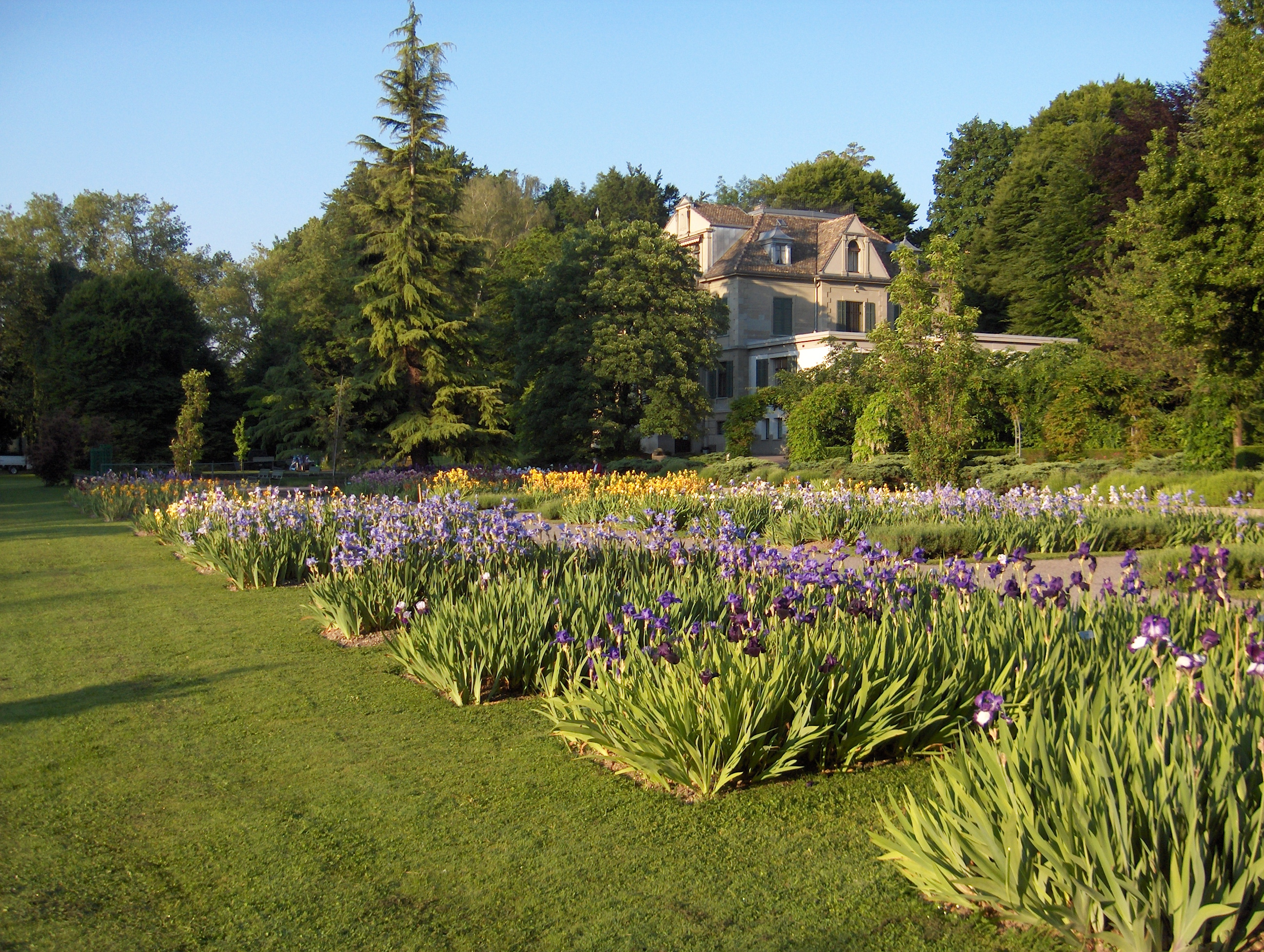
Irisgarten
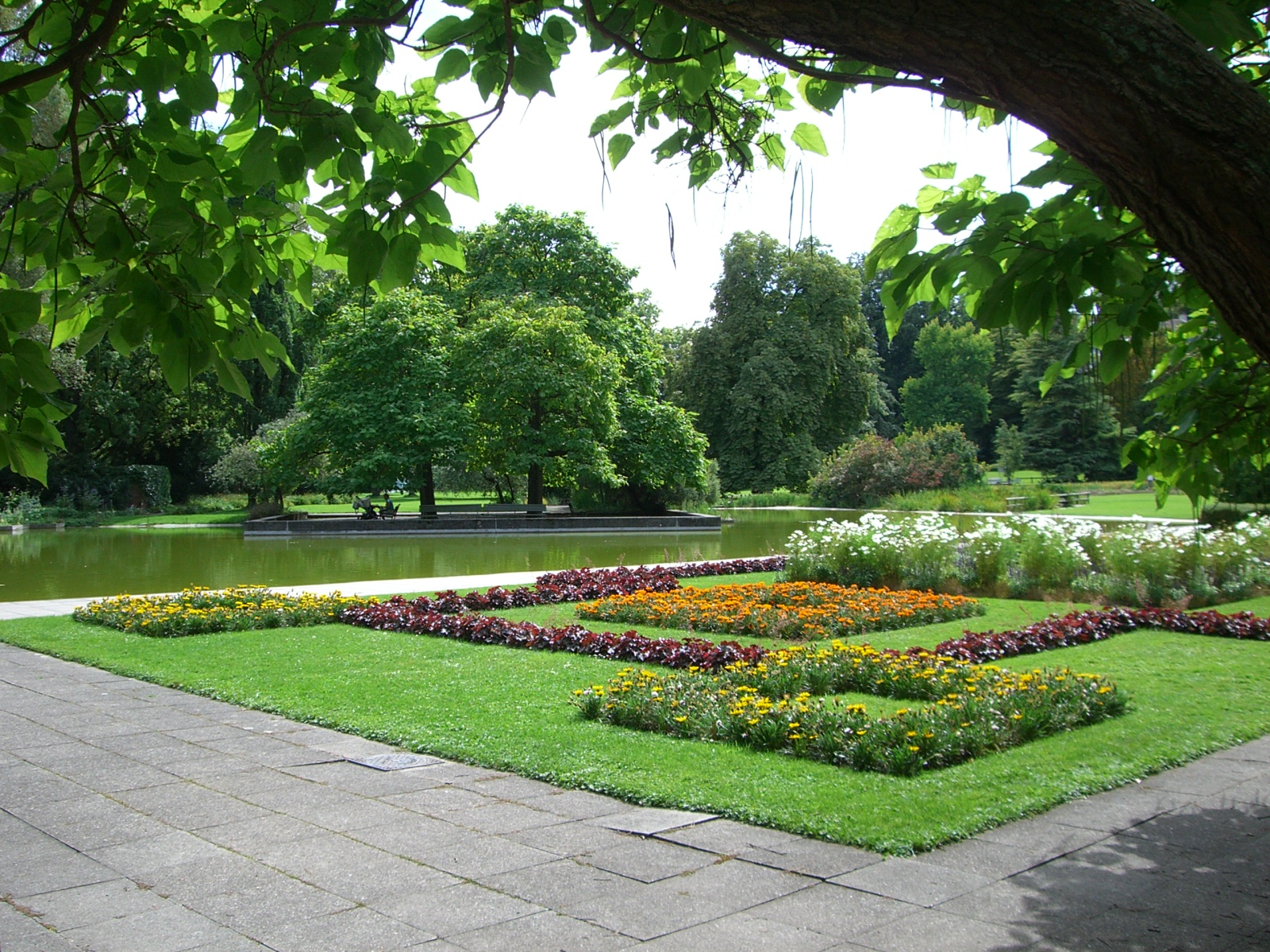
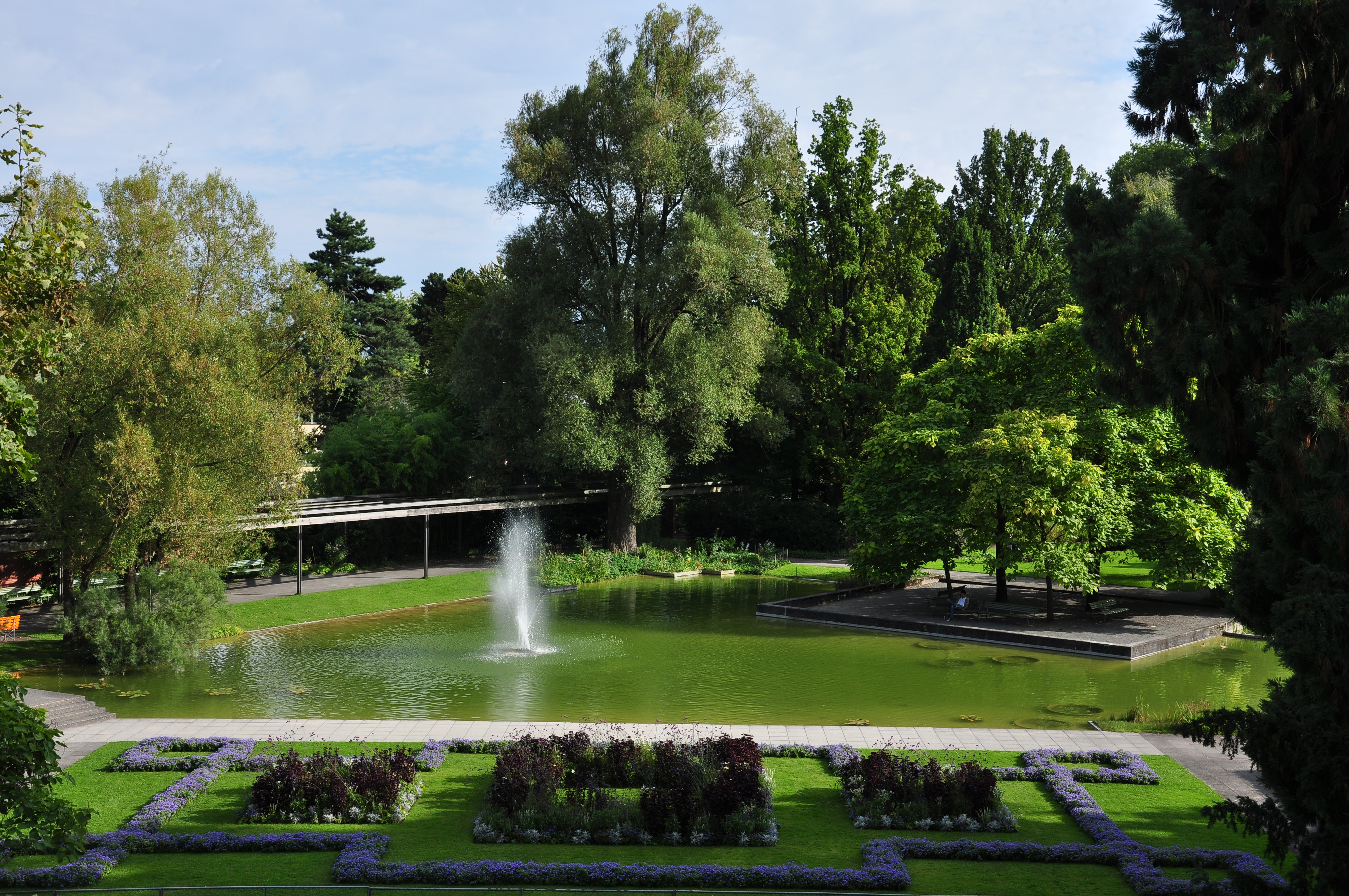

### Irisgarten Belvoirpark
Ein grosser Garten mit Schwertlilien, der Irisgarten genannt wird, findet sich im unteren Bereich. Er wurde 1985 angelegt. Die mehr als 120 Sorten – Wildformen und Züchtungen – haben ihre Blütezeit von März (Miniaturiris) bis Juli (Hohe Bartiris). Am Teich wachsen Sumpf-Schwertlilien, Irisblumen und Pfingstrosen.

### Kunst im öffentlichen Raum

Skulpturen im Belvoirpark
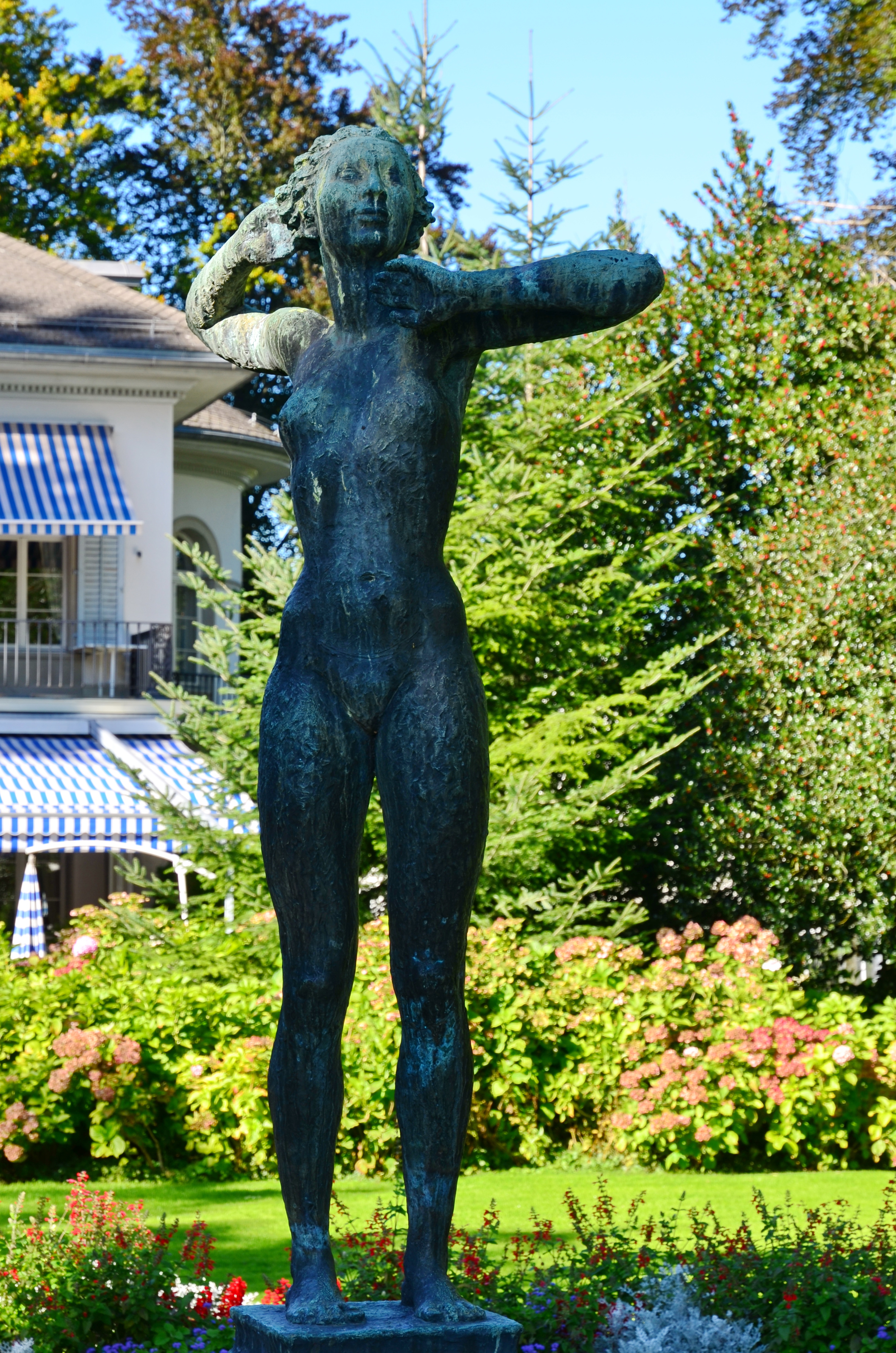
Schauende von Hermann Haller, 1923
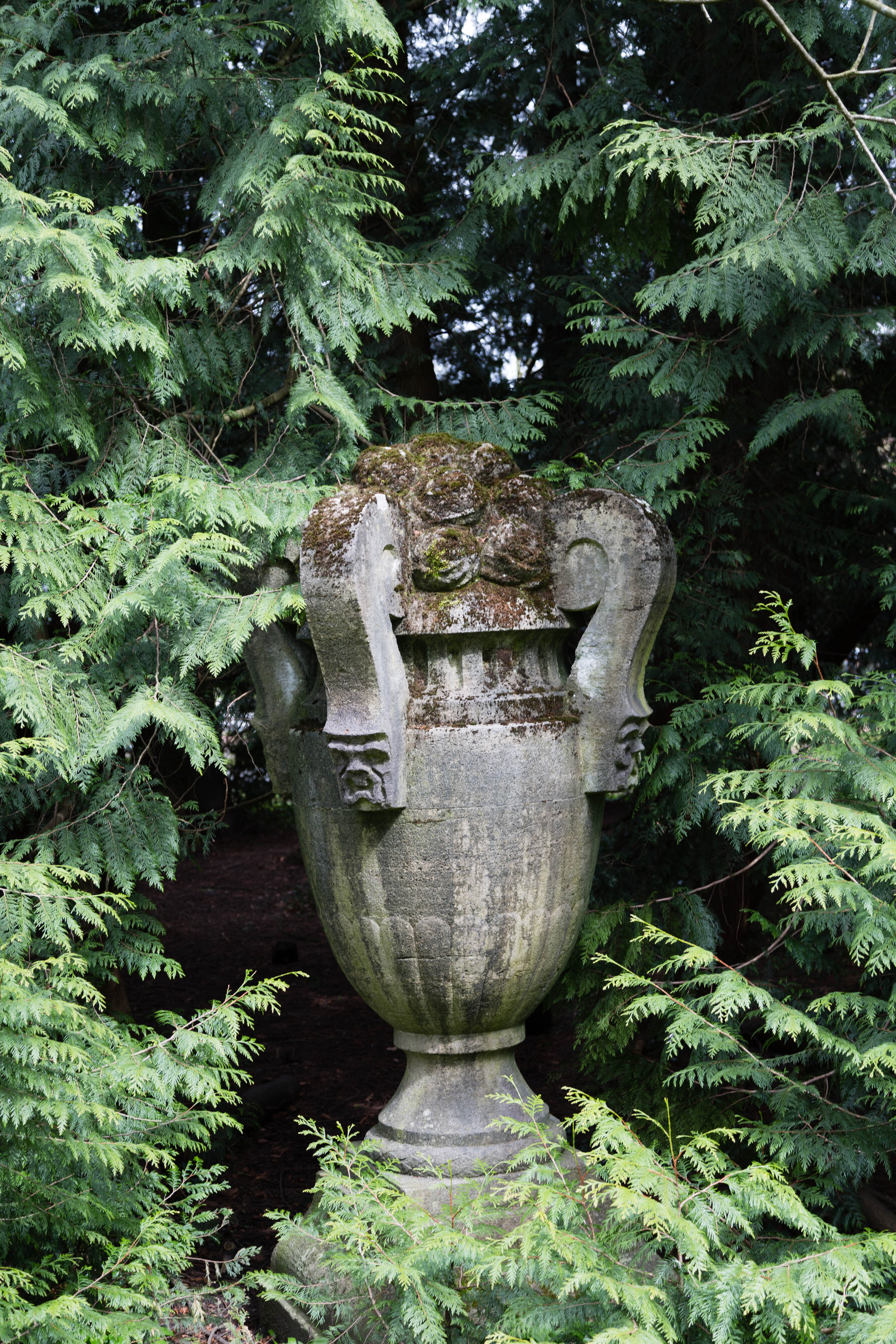
Blumenamphore von Arnold Hünerwadel, 1905
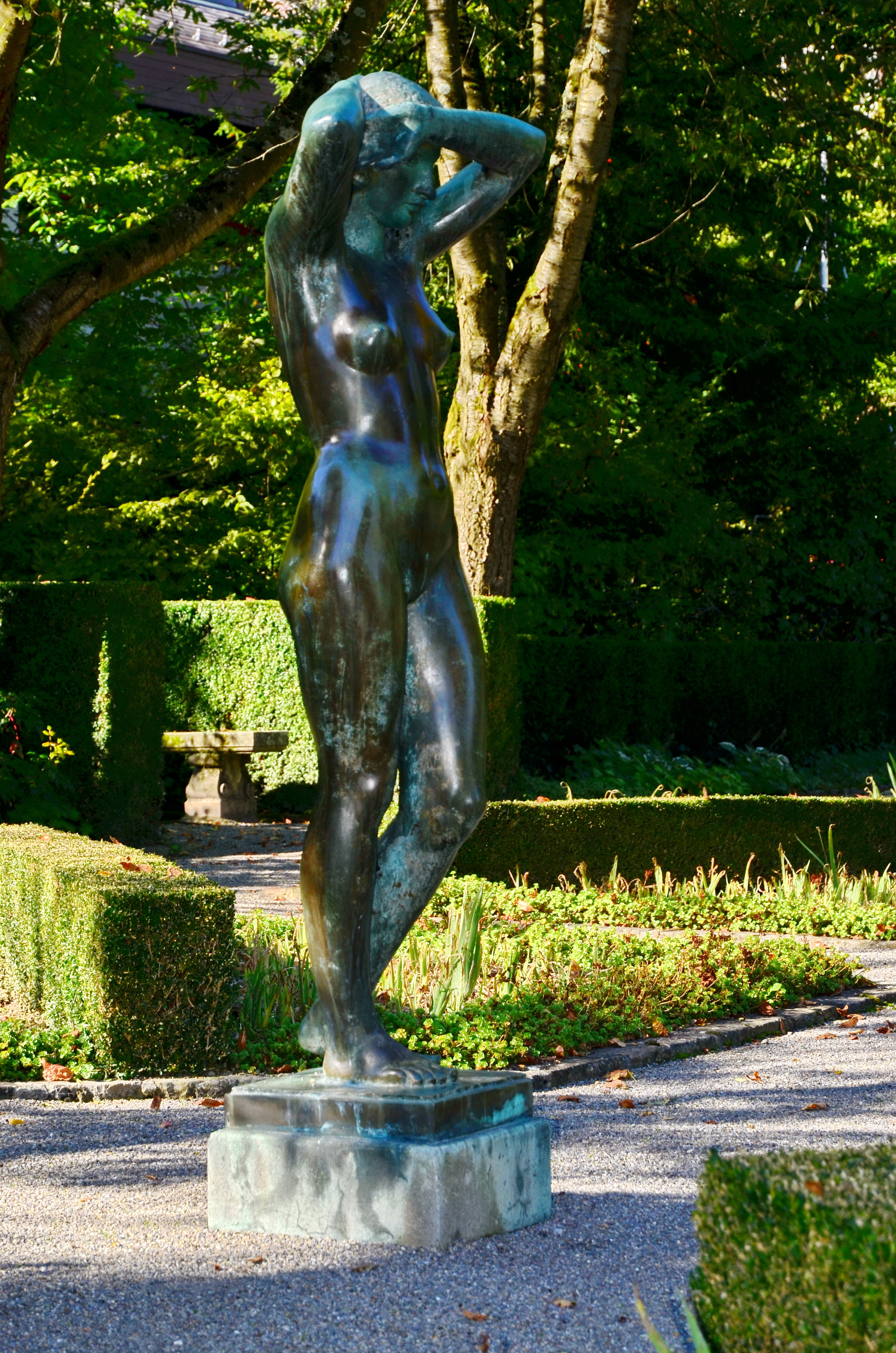
Stehende von Alfons Magg, 1936